# Bilitzer von Bilitz

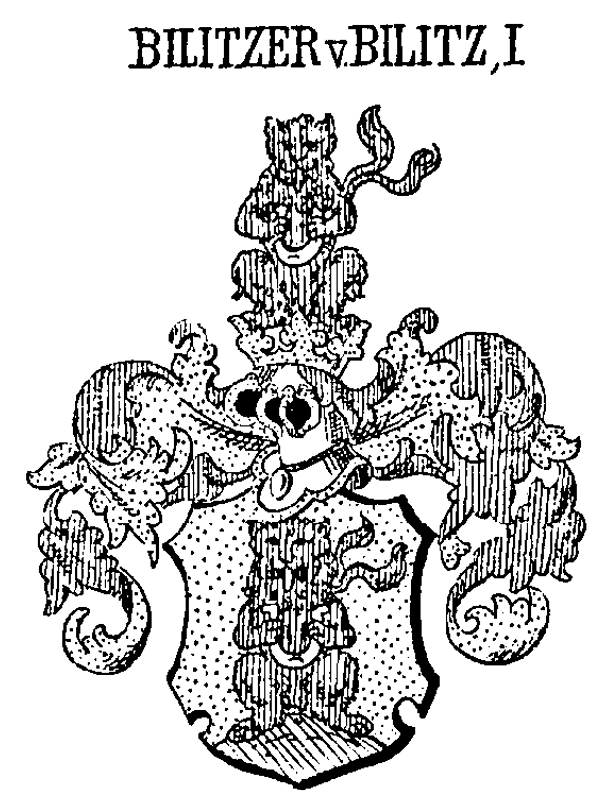
Wappen der Bilitzer von Bilitz, Variante I, in Siebmachers Wappenbuch

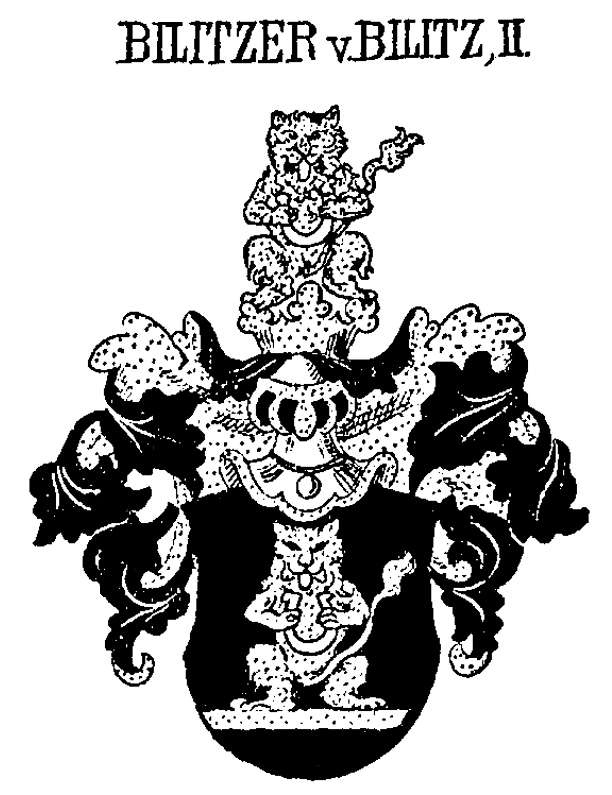
Wappen der Bilitzer von Bilitz, Variante II, in Siebmachers Wappenbuch

Bilitzer von Bilitz (auch Bielitzer von Bielitz, lateinisch Bilizorus, polnisch Bilicerowie) war der Name eines oberschlesischen briefadeligen Geschlechts, das 1607 in den böhmischen Adelsstand erhoben wurde. 

## Geschichte
Die Familie stammte aus Neustadt im Herzogtum Oppeln. Der erste bekannte Vertreter der Familie – Mathias Bilitzer – wurde ab 1534 im Urbarium erwähnt. Im 16. und 17. Jahrhundert waren die Bilitzer in Neustadt, Brieg und Namslau ansässig. Am 3. April 1607 erlangte Matthias Bilitzer (1550–1616), Syndikus und späterer Bürgermeister von Neustadt vom böhmischen Landesherrn Rudolf II. den böhmischen Adelsstand.

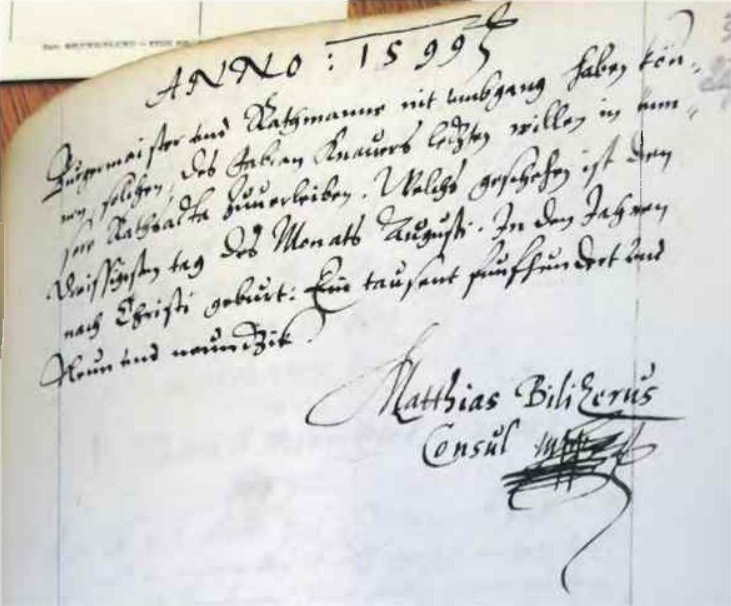
Mathias Bilitzers (Matthias Bilizorus) Eintrag von 1599 in das Stadtbuch von Neustadt
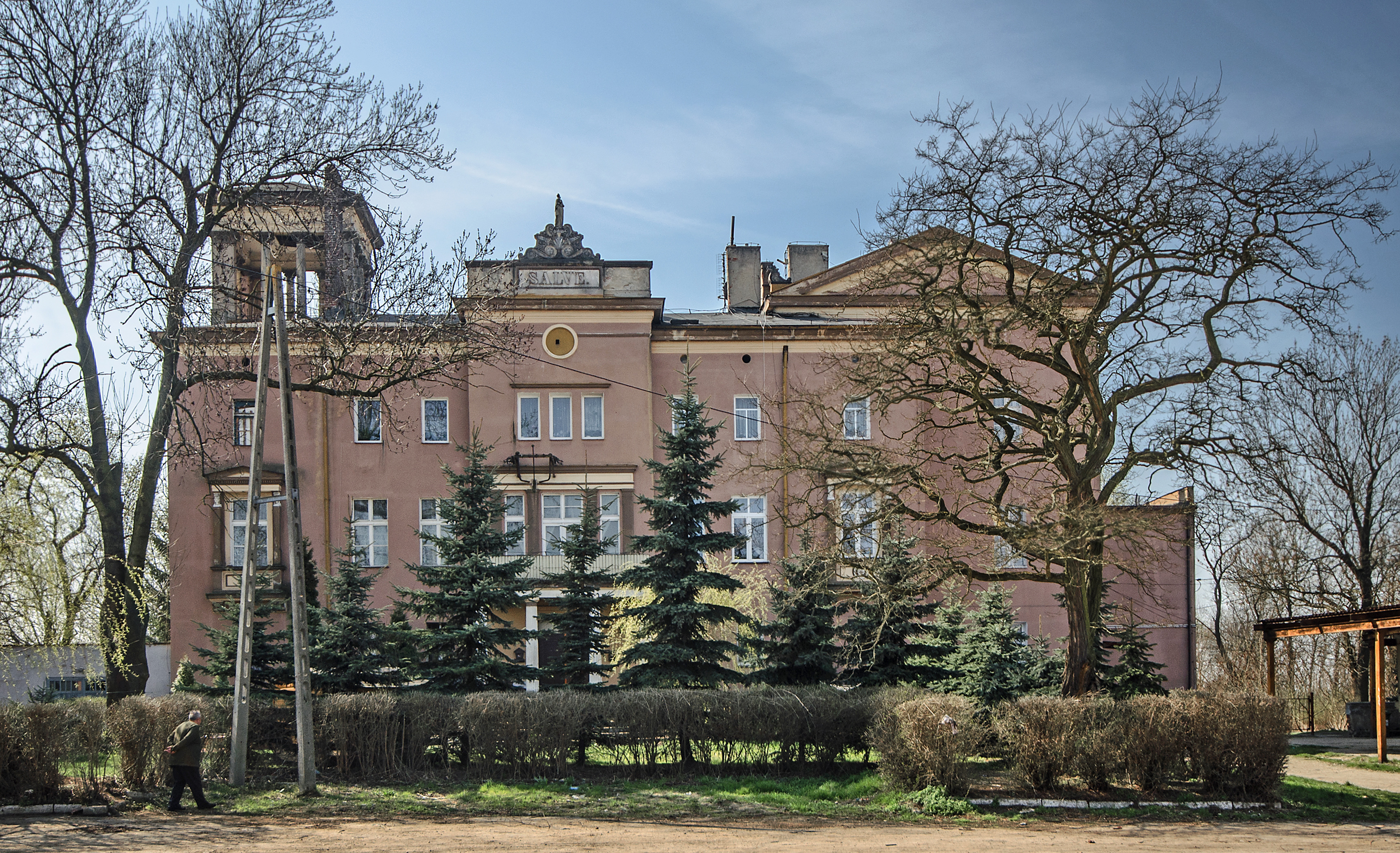
Schloss Jakobsdorf

Christoph Bilitzer (1586–1621) diente 1619 als Hofarzt des Herzogs von Jägerndorf, Markgraf Johann Georg von Brandenburg und wurde nach seinem Tod in der Pfarrkirche von Jägerndorf bestattet. Der Doktor beider Rechte Mathias Bilitzer von Bilitz (Enkel des ersten Vertreters) fungierte als Herzoglicher Rat und brandenburgischer Kanzler in Jägerndorf, der mit Nicolaus Henel von Hennenfeld befreundet war.
Der Kapitänleutnant Joachim Friedrich Bilitzer von Bilitz († 7. September 1645) war der Besitzer des Schlosses in Jakobsdorf und in Langenwaldau im Fürstentum Liegnitz. Laut Neuen Siebmacher und der Publikation von Pusch starb Elisabeth Bilitzer von Bilitz (1597–1669) in Liegnitz als angeblich letzte Namensträgerin. Jedoch wurde Mathias Bilitzer von Bilitz (* 1607), Bürgertum von Neustadt, 1672 als Zeuge vor dem Neustädter Gericht aufgeführt. Demzufolge dürfte die Familie erst mit letzterer Person im Mannesstamm erloschen sein.

## Wappen
Blasonierung des Familienwappens nach einem Liegnitzer Grabstein (Variante I): In Gold auf grünem Hügel sitzend ein vorwärts gekehrter roter Löwe mit aufwärts geschlagenem doppelten Schweif, in den Vorderpranken vor der Brust ein silbernes Hufeisen. Auf dem gekrönten Helm mit rot-goldenen Helmdecken die Schildfigur.
Blasonierung des Familienwappens nach einem Jägerndorfer Grabstein (Variante II): In Schwarz auf im Fuße befindlichen schmalen goldenen Balken sitzend ein vorwärts gekehrter goldener Löwe mit zwischen den Hinterpranken nach links aufgewundenem Schweif, in den Vorderpranken vor der Brust ein silbernes Hufeisen. Auf dem gekrönten Helm mit schwarz-goldenen Decken die Schildfigur.

## Stammfolge
1. Mathias, ⚭ Hedwig Wilde 
  1. Mathias (1550–1616), Bürgermeister von Neustadt, ⚭ Rosina Heinrich 
    1. Mathias (1578–1620), Doktor beider Rechte, ⚭ Ursula Bidermann 
      1. Mathias (* 1607), Bürger von Neustadt, 1630 Bürger von Brieg
      2. Hans († 1647), 1630 Bürger von Neustadt

    2. Adam, ⚭ Helene Schmeiss von Ehrenpreisberg 
      1. Susanne Elisabeth (1597–1669)
      2. Euphrosine, ⚭ Bartholomäus Zimmermann in Strehlen
      3. Joachim Friedrich (1616–1645), Besitzer des Schlosses in Jakobsdorf, Kapitänleutnant

    3. Friedrich (* 1652), Bürgermeister von Neustadt
    4. Christoph (1586–1621), Hofarzt des Herzogs von Jägerndorf, ⚭ Susanna Clerich
    5. Christina (1592–1634), ⚭ Georg Schmettau

  2. Adam († 1646)
    1. Adam

  3. Anton († 1656)
  4. Georg[2]